# Dacia Unirea Brăila în sezonul 2006-2007
Sezonul 2006-2007 reprezintă al șaselea sezon în Liga a II-a pentru Dacia Unirea Brăila după doi ani petrecuți în Liga a III-a. A fost ultimul sezon din păcate în Liga a II-a echipa retrogradează la finalul sezonului în Liga a III-a și va purta denumirea de CF Brăila pentru foarte mulți ani de acum încolo. 

## Echipă
| Nr. |          | Poziție | Jucător            |
| --- | -------- | ------- | ------------------ |
| 12  | România  | P       | Alexandru Iliuciuc |
| 1   | România  | P       | Cristian Mitrea    |
| -   | Brazilia | F       | Davi Rancan        |
| -   | România  | F       | Andrei Berceanu    |
| -   | România  | F       | Marian Posteucă    |
| -   | România  | F       | Sergiu Ghidarcea   |
| 7   | România  | F       | Gabriel Bosoi      |
| -   | România  | M       | Daniel Ochia       |
| -   | România  | M       | Marius Macare      |
| -   | România  | M       | Cosmin Gârleanu    |
| -   | România  | M       | Costel Roșu        |
| -   | România  | M       | Eduard Tismănaru   |
| -   | România  | M       | Remus Cristofan    |
| 23  | România  | M       | Victor Olenic      |
| 9   | România  | M       | Alin Pânzaru       |
| -   | România  | A       | Dorel Bănaru       |
| -   | România  | A       | Senis Feizula      |
| -   | România  | A       | Romeo Buteseacă    |
| -   | România  | A       | Robert Elek        |

## Transferuri

### Sosiri
| P | Alexandru Iliuciuc | Gloria Buzău     | - |  |
| F | Davi Rancan        | Oțelul Galați    | - |  |
| M | Eduard Tismănaru   | Oțelul Galați    | - |  |
| M | Cosmin Gârleanu    | Oțelul Galați II | - |  |
| M | Remus Cristofan    | Oțelul Galați    | - |  |
| M | Marius Macare      | Oțelul Galați    | - |  |
| M | Alin Pânzaru       | Zimbru Chișinău  | - |  |
| A | Dorel Bănaru       | Oțelul Galați    | - |  |
| A | Romeo Buteseacă    | Gloria Buzău     | - |  |

### Plecări
| P | Alexandru Iliuciuc | Arieșul Turda   | - |  |
| M | Daniel Ochia       | Dunărea Giurgiu | - |  |

## Seria II

### Rezultate
| Victorii | Egaluri | Înfrângeri | Cea mai mare victorie | Cea mai mare înfrangere |

### Sezon intern
| 1  | CF Brăila           | Forex Brașov        | Onciu 42, Coman 90                                | 0-2 |
| 2  | FCM Câmpina         | CF Brăila           |                                                   | 0-0 |
| 3  | CF Brăila           | Sportul Studențesc  | Buteseacă 38, 50                                  | 2-0 |
| 4  | Dunărea Giurgiu     | CF Brăila           | C. George 12, Petrache 42, 46, 78, 79             | 5-0 |
| 5  | CF Brăila           | Chimia Brazi        |                                                   | 0-0 |
| 6  | CS Otopeni          | CF Brăila           | Cojocnean 2, Cristean 16, Celpan 33               | 3-0 |
| 7  | FC Brașov           | CF Brăila           | Turcu 5, 68, V. Gheorghe 60 p, 71                 | 4-0 |
| 8  | CF Brăila           | Gloria Buzău        | Buteseacă 23, Bunică 57                           | 1-1 |
| 9  | Petrolul Ploiești   | CF Brăila           | S. Bar 18                                         | 1-0 |
| 10 | CF Brăila           | FC Snagov           | Gârleanu 30, Feizula 85                           | 2-0 |
| 11 | FC Prefab 05 Modelu | CF Brăila           | Vasiliu 36, Păun 75, Gâțu 81                      | 3-0 |
| 12 | CF Brăila           | Delta Tulcea        | L. Ștefan 25, Ciobanu 38                          | 0-2 |
| 13 | FC Săcele           | CF Brăila           | Feizula 38                                        | 0-1 |
| 14 | CF Brăila           | Dunărea Galați      | S. Radu 58                                        | 0-1 |
| 15 | FC Cetatea Suceava  | CF Brăila           | Apetri 20, Dicher 29, Roman 75                    | 3-0 |
| 16 | CF Brăila           | FCM Bacău           | Șandru 15, Ghidarcea 37, Taban 45                 | 2-1 |
| 17 | FC Botoșani         | CF Brăila           | Colban 68, 78                                     | 2-0 |
| 18 | Forex Brașov        | CF Brăila           | Manea 92                                          | 1-0 |
| 19 | CF Brăila           | FCM Câmpina         |                                                   | 0-0 |
| 20 | Sportul Studențesc  | CF Brăila           | Varga 78, Berceanu 61                             | 1-1 |
| 21 | CF Brăila           | Dunărea Giurgiu     | Ciocârlan 35, 64 p                                | 0-2 |
| 22 | Chimia Brazi        | CF Brăila           | Irimescu 10 p, 69, Roșu 30, Ghidarcea 81          | 2-2 |
| 23 | CF Brăila           | CS Otopeni          | Roșu 35 p, 77, Iordache 41, 67 p, 88              | 2-3 |
| 24 | CF Brăila           | FC Brașov           | Oroș 16                                           | 0-1 |
| 25 | Gloria Buzău        | CF Brăila           |                                                   | 0-0 |
| 26 | CF Brăila           | Petrolul Ploiești   | Drăgan 89, Marinescu 25                           | 1-1 |
| 27 | FC Snagov           | CF Brăila           | M. Florea 19                                      | 1-0 |
| 28 | CF Brăila           | FC Prefab 05 Modelu | Elek 75, Jianu 34, 73, Sătmar 69                  | 1-3 |
| 29 | Delta Tulcea        | CF Brăila           | Ciobanu 9, 51, E.Nanu 45, 50, 54, Câju 65         | 6-0 |
| 30 | CF Brăila           | FC Săcele           | Roșu 1, 83 p, Pandele 28, Lupașcu 62              | 2-2 |
| 31 | Dunărea Galați      | CF Brăila           | Buteseacă 39, 78                                  | 2-0 |
| 32 | CF Brăila           | FC Cetatea Suceava  | Streinu 39 og, Moldoveanu 85, Roman 5, Roberto 36 | 2-2 |
| 33 | FCM Bacău           | CF Brăila           | Botezatu 5, Boghian 41, Spiridon 84               | 3-0 |
| 34 | CF Brăila           | FC Botoșani         | Berceanu 45, Ursu 5, Călin 61 og                  | 1-2 |

Clasamentul după 30 de etape se prezintă astfel: